# Alluaudia comosa
Alluaudia comosa (лат.) — вид суккулентных растений рода Аллюодия (Alluaudia) семейства Дидиереевые (Didiereaceae), произрастающий на территории Мадагаскара.

## Название
Родовое латинское (научное) название Alluaudia дано в честь Шарля Аллюо (фр. Charles Alluaud, 1861—1949) — французского исследователя и энтомолога.
Видовой эпитет comosa происходит от лат. comosus — «щеткообразный», в связи с характерным обликом и формой роста.

## Описание

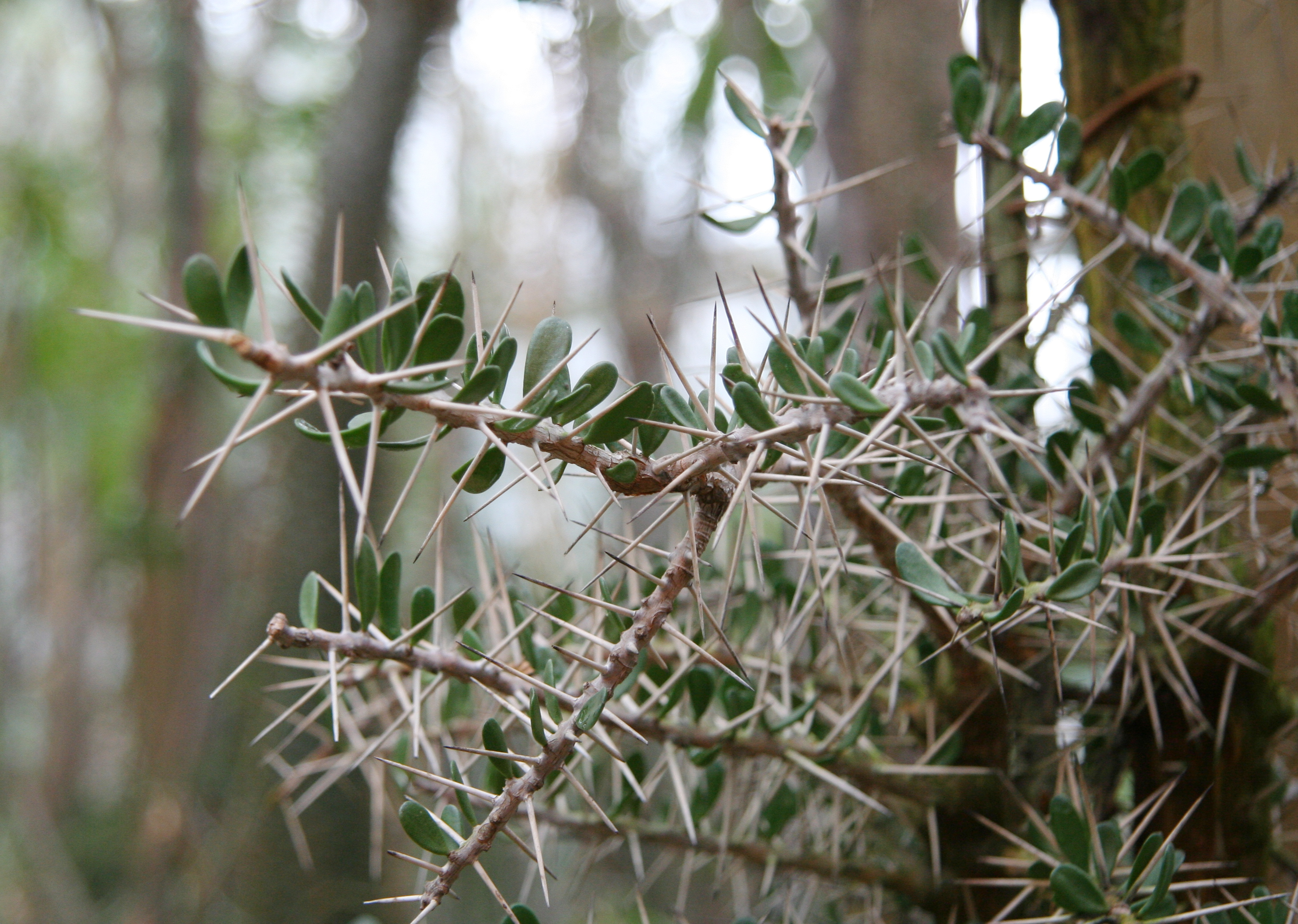
Листья и колючки

Густоколючий кустарник или небольшое дерево высотой от 2 до 6 (или 10) м. Ветви образуют плоскую крону, часто подушковидную. В результате, форма всего растения напоминает воронку или большой гриб. Этот характерный силуэт легко узнаваем на расстоянии. Стебель обычно разветвленный, с двумя утолщениями. Колючки серые, округлые, одиночные, длиной от 1,5 до 3,5 см. Листья разделены колючкой один (или два) раза, они обратнояйцевидные, мясистые, длиной от 10 до 22 мм и шириной около 10 мм, иногда с загнутой вершиной.
Соцветия чрезвычайно редкие: развивается только верхушечный цветок дихазиума. Вид имеет стеблевое цветение (каулифлору), и цветки стоят близко друг к другу, прижатые к стеблям. Это единственный вид во всей семье с таким типом цветения. Цветки белые, собраны в зонтики по 5-10 штук. Тычинки блестящие, карминно-красного цвета. Плоды яйцевидно-уплощенные, длиной около 2-2,5 см и диаметром около 1,6 см.
Хромосомное число: 2n = 48.

## Распространение
Alluaudia comosa произрастает в Юго-Западной и Южной частей Мадагаскара. Растёт на известковых почвах, особенно на «известковых плато» в юго-западной части. Вид является индикатором присутствия извести на почве.

## Таксономия
Alluaudia comosa (Drake) Drake, первое упоминание в Bull. Mus. Hist. Nat. (Paris) 9: 37 (1903).

### Синонимы
Гомотипные (основанные на одном и том же номенклатурном типе):
- Didierea comosa Drake (1903)